# 包家屯镇
包家屯镇，是中华人民共和国辽宁省沈阳市法库县下辖的一个乡镇级行政单位。

## 行政区划
包家屯镇下辖以下地区：
包家屯村、拉马章村、北土城子村、大三家子村、百子屯村、腰达房村、榆树坨子村、杭家屯村、南土城子村、永义号村、大山屯村、三合城村、刘邦屯村、前辛秋村和十家子村。